# Třída Khareef
Třída Khareef je třída korvet Ománského královského námořnictva. Ománské námořnictvo je klasifikuje jako oceánské hlídkové lodě. Korvety jsou vybaveny pro boj proti hladinovým a vzdušným cílům. Budou sloužit především k hlídkování v mezinárodních vodách ohrožovaných piráty a ochraně výluční námořní ekonomické zóny Ománu. Třída byla zavedena do aktivní služby v roce 2013. Jedná se o největší válečné lodě ománského námořnictva.

## Stavba
Stavba tří korvet této třídy byla objednána 15. ledna 2007 u britské loděnice VT Group (nyní součást BAE Systems). Kontrakt měl hodnotu 400 milionů liber.
Jednotky třídy Khareef:
| Jméno      | Spuštěna      | Vstup do služby | Status  |
| ---------- | ------------- | --------------- | ------- |
| Al-Shamikh | červenec 2009 | červen 2013     | aktivní |
| Al-Rahmani | červenec 2010 | říjen 2013      | aktivní |
| Al-Rasikh  | červen 2011   | 29. května 2014 | aktivní |

## Konstrukce
Korvety mají modulární konstrukci. Jsou u nich využity technologie stealth. Jsou vybaveny bojovým řídícím systémem TACTICOS. Nesou 3D radar Thales Nederland SMART-S Mk2 s dosahem 250 km a optotronický systém řízení palby Thales Nederland Sting EO mk2. Hlavňovou výzbroj tvoří jeden 76mm kanón OTO Melara Super Rapid v dělové věži na přídi a dva 30mm kanóny MSI DS30M. Mezi příďovou dělovou věží a můstkem se nachází dvanáctinásobné vertikální vypouštěcí silo pro protiletadlové řízené střely MBDA VL MICA. Údernou výzbroj tvoří osm protilodních střel MM.40 Exocet Block III s dosahem 180 km. Na zádi se nachází přistávací plocha a hangár pro jeden střední vrtulník. Pohonný systém tvoří dva diesely MTU. Nejvyšší rychlost dosahuje 25 uzlů.

## Fotogalerie

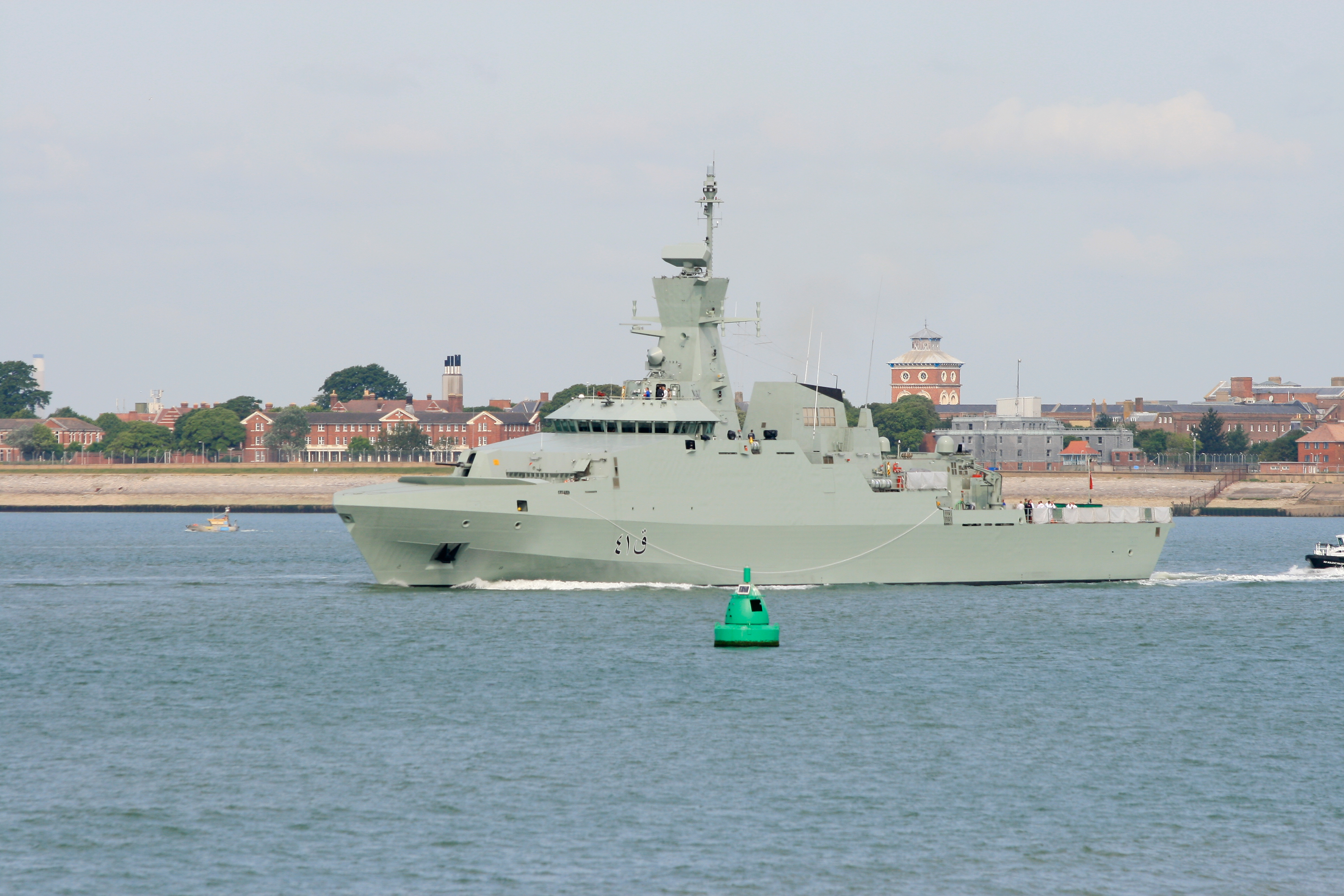
Al Rahmani, Portsmouth, UK, 2013.
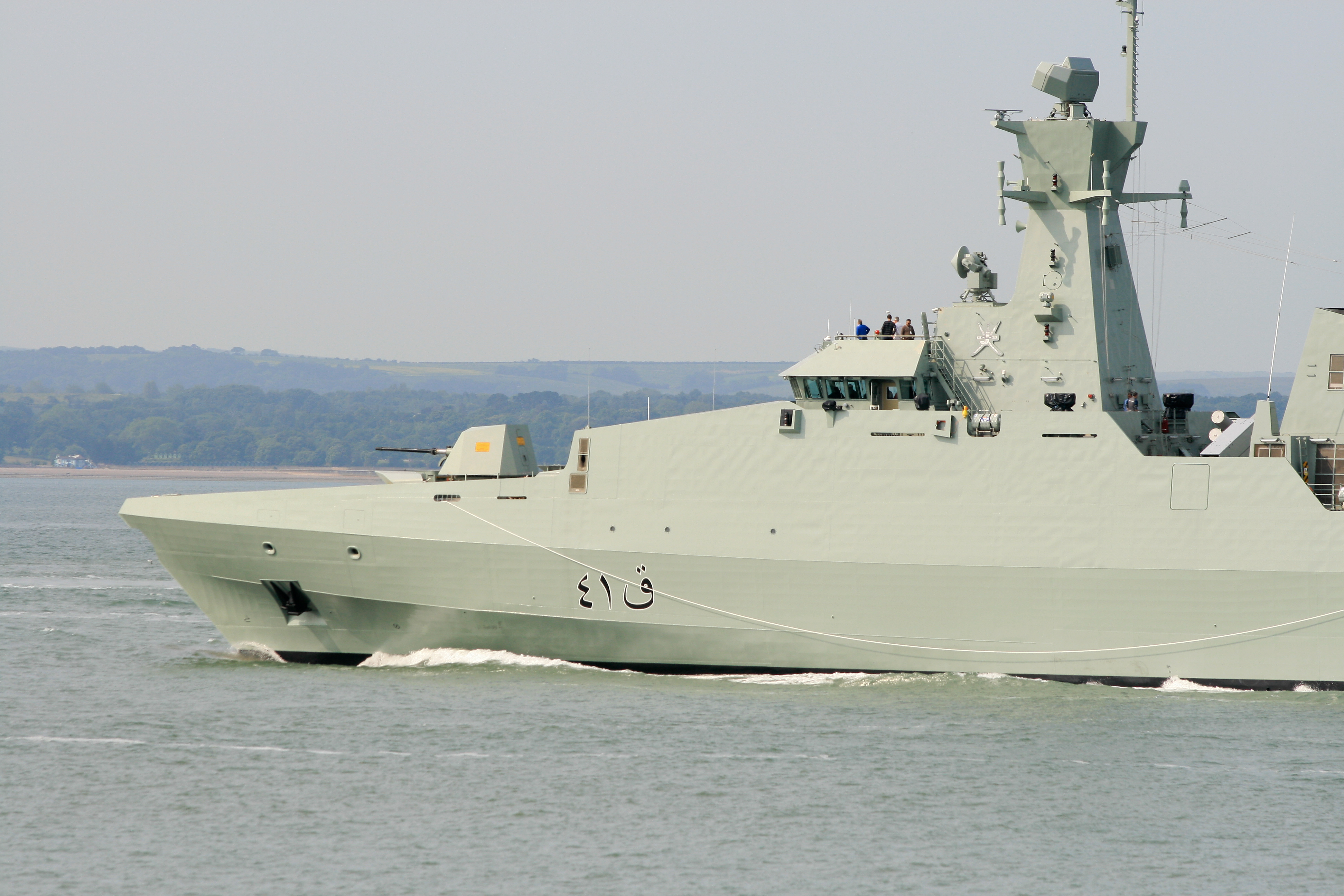
Al Rahmani, Portsmouth, UK, 2013.
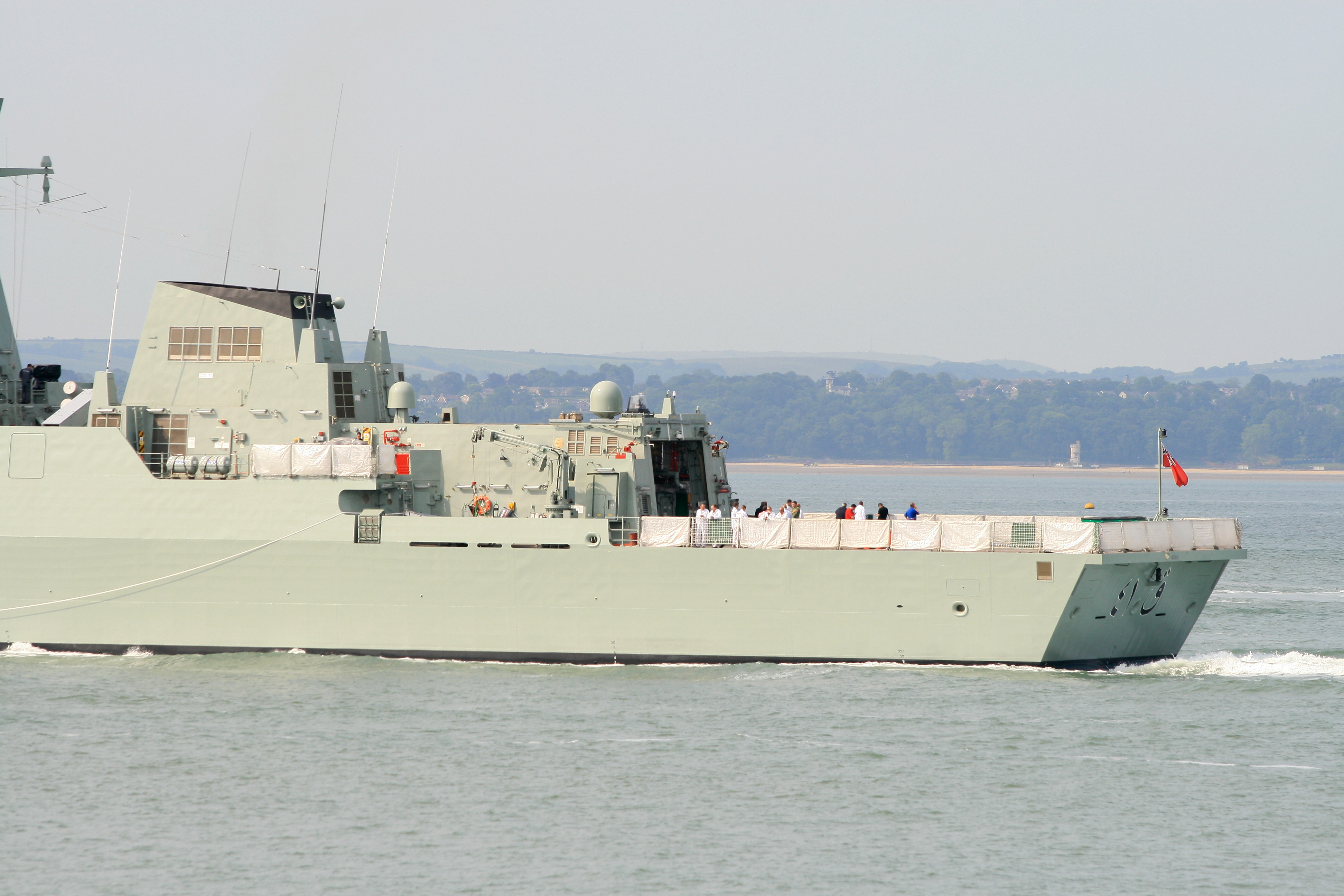
Al Rahmani, Portsmouth, UK, 2013.
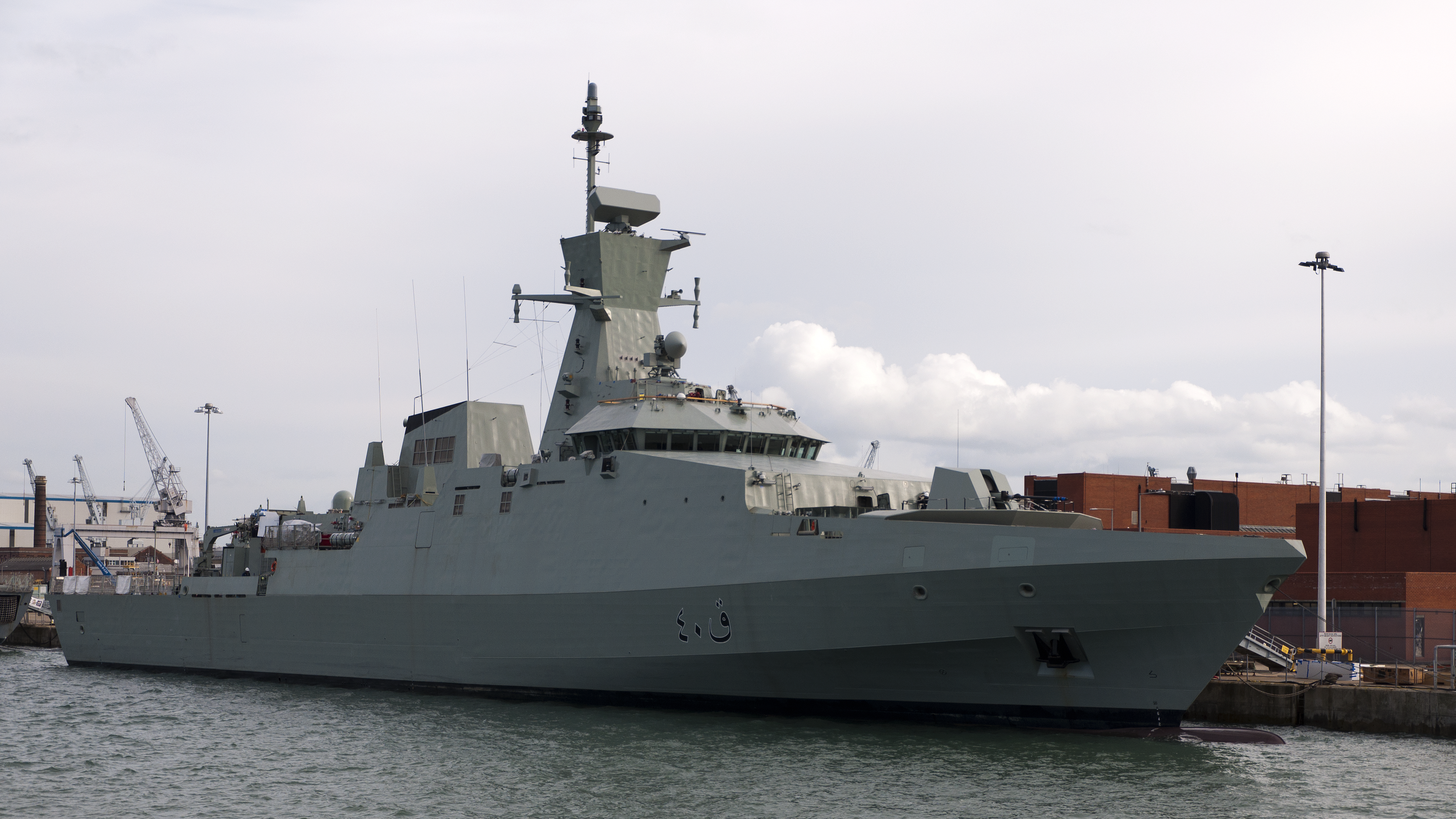
Al Shamikh, Portsmouth, UK, 2011.